# ボビー・クロスビー
ボビー・クロスビー（Bobby Crosby、本名：ロバート・エドワード・クロスビー（Robert Edward Crosby）、1980年1月12日 - ）は、アメリカ合衆国カリフォルニア州レイクウッド出身の元プロ野球選手。遊撃手、右投右打。
父親は1970年代にMLBでプレイした内野手のエド・クロスビーである。

## 経歴

### アスレチックス時代
2001年のMLBドラフト1巡目（全体25位）でオークランド・アスレチックスに入団。2003年はAAA級のサクラメント・リバーキャッツで開幕を迎えた。4月の打率は2割前後だったが、打率.308・22本塁打・90打点を記録し、パシフィックコーストリーグの最優秀新人に選出された。同年9月2日にはメジャーデビュを果たした。その後シーズン終了まで11試合に出場したが無安打に終わった。
遊撃手だったミゲル・テハダがFA移籍に伴い2004年シーズン、クロスビーは遊撃のレギュラーを確実視され、アメリカンリーグ新人王の有力な候補となった。151試合に出場すると、130安打・22本塁打・64打点・57長打（すべて新人ではリーグ最多）を記録し、守備では505補殺を記録し、ミゲル・テハダの球団記録を更新。シーズン終了後には球団史上5人目となる新人王に選出された。
球団とクロスビーは2005年の年俸として35万ドルで合意していたが、2005年4月22日、2005年から5年総額1275万ドルの契約に合意した。しかし、契約1年目から故障のため欠場が増え、3年連続で出場試合数が100試合に満たなかった。2008年は145試合に出場したが、3年連続で出塁率が3割を下回った。シーズン終了後に球団はクロスビーをウェイバー公示にかけ、ラファエル・ファーカルを獲得しようとしたが、結局ファーカルはドジャースに残留。
その後、球団はオーランド・カブレラを獲得したため、クロスビーは2009年控え要員として起用される可能性が高くなった。同年、一塁手や三塁手として出場したが、先発出場数63試合や272打数は2004年以降で最小となった。カブレラはシーズン半ばにトレード移籍したが、新人のクリフ・ペニントンが後釜として起用されたため、遊撃手としての出場試合数は6試合にとどまった。

### パイレーツ時代
2009年12月10日、100万ドル+出来高の契約でピッツバーグ・パイレーツと契約した。

### ダイヤモンドバックス時代
2010年7月31日にトレードでアリゾナ・ダイヤモンドバックスへ移籍したが、8月24日に自由契約となった。

### ブルワーズ傘下時代
2013年1月22日、ミルウォーキー・ブルワーズとマイナー契約を結び、同年のスプリングトレーニングに招待選手として参加することになったが、3月18日に自由契約となった。

### 現役引退後
2019年は、オークランド・アスレチックス傘下のミッドランド・ロックハウンズのコーチに就任すると、2020年は、ストックトン・ポーツの監督を務めた。
2022年は、アリゾナ・フォールリーグ東地区のメサ・ソーラーソックスで監督を務めた。
2023年は、オークランド・アスレチックスの一塁ベースコーチに就任した。

## エピソード
- 弟のブレイクはカリフォルニア州立大学サクラメント校で野球チームに所属して2009年のドラフトでアスレチックスから42巡目で指名された。後にトロント・ブルージェイズのスカウトに転身し、2012年にはチームの年間最優秀スカウトに選ばれており[12]、その後はピッツバーグ・パイレーツを経て、2024年からフィラデルフィア・フィリーズのスカウトを務めている[13]。

## 詳細情報

### 年度別打撃成績
| 年 度    | 球 団    | 試 合 | 打 席 | 打 数 | 得 点 | 安 打 | 二 塁 打 | 三 塁 打 | 本 塁 打 | 塁 打 | 打 点 | 盗 塁 | 盗 塁 死 | 犠 打 | 犠 飛 | 四 球 | 敬 遠 | 死 球 | 三 振 | 併 殺 打 | 打 率 | 出 塁 率 | 長 打 率 | O P S |
| -------- | -------- | ----- | ----- | ----- | ----- | ----- | -------- | -------- | -------- | ----- | ----- | ----- | -------- | ----- | ----- | ----- | ----- | ----- | ----- | -------- | ----- | -------- | -------- | ----- |
| 2003     | OAK      | 11    | 14    | 12    | 1     | 0     | 0        | 0        | 0        | 0     | 0     | 0     | 0        | 0     | 0     | 1     | 0     | 1     | 5     | 0        | .000  | .143     | .000     | .143  |
| 2004     | OAK      | 151   | 623   | 545   | 70    | 130   | 34       | 1        | 22       | 232   | 64    | 7     | 3        | 5     | 6     | 58    | 0     | 9     | 141   | 20       | .239  | .319     | .426     | .745  |
| 2005     | OAK      | 84    | 371   | 333   | 66    | 92    | 25       | 4        | 9        | 152   | 38    | 0     | 0        | 1     | 1     | 35    | 0     | 1     | 54    | 10       | .276  | .346     | .456     | .802  |
| 2006     | OAK      | 96    | 398   | 358   | 42    | 82    | 12       | 0        | 9        | 121   | 40    | 8     | 1        | 2     | 2     | 36    | 1     | 0     | 76    | 11       | .229  | .298     | .338     | .636  |
| 2007     | OAK      | 93    | 374   | 349   | 40    | 79    | 16       | 0        | 8        | 119   | 31    | 10    | 2        | 0     | 0     | 23    | 1     | 2     | 62    | 11       | .226  | .278     | .341     | .619  |
| 2008     | OAK      | 145   | 605   | 556   | 66    | 132   | 39       | 1        | 7        | 194   | 61    | 7     | 3        | 0     | 2     | 47    | 0     | 0     | 96    | 18       | .237  | .296     | .349     | .645  |
| 2009     | OAK      | 97    | 272   | 238   | 35    | 53    | 10       | 2        | 6        | 85    | 29    | 2     | 1        | 4     | 4     | 24    | 0     | 2     | 44    | 7        | .223  | .295     | .357     | .652  |
| 2010     | PIT      | 61    | 175   | 156   | 9     | 35    | 8        | 0        | 1        | 46    | 11    | 0     | 2        | 2     | 0     | 16    | 2     | 1     | 33    | 1        | .224  | .301     | .295     | .595  |
| 2010     | ARI      | 9     | 14    | 12    | 0     | 2     | 2        | 0        | 0        | 4     | 2     | 0     | 1        | 0     | 1     | 1     | 0     | 0     | 5     | 1        | .167  | .214     | .333     | .548  |
| '10計    | ARI      | 70    | 189   | 168   | 9     | 37    | 10       | 0        | 1        | 50    | 13    | 0     | 3        | 2     | 1     | 17    | 2     | 1     | 38    | 2        | .220  | .294     | .298     | .592  |
| MLB：8年 | MLB：8年 | 747   | 2846  | 2559  | 329   | 605   | 146      | 8        | 62       | 953   | 276   | 34    | 13       | 14    | 16    | 241   | 4     | 16    | 516   | 79       | .236  | .304     | .372     | .677  |

### 表彰
MLB
- 新人王（2004年）
- プレイヤーズ・チョイス・アワーズ
  - 優秀新人（2004年）

MiLB
- パシフィックコーストリーグ最優秀新人選手賞（英語版）

### 背番号
- 8（2003年）
- 7（2004年 - 2009年）
- 2（2010年 - 同年途中）
- 1（2010年途中 - 同年終了）